# Elisabeth Moltmann-Wendel
Elisabeth Moltmann-Wendel, född 25 juli 1926 i Herne i Nordrhein-Westfalen, död 7 juni 2016 i Tübingen i Baden-Württemberg, var en tysk teolog, en av de mest kända företrädarna för feministteologi. Hon studerade evangelikal teologi i Berlin och Göttingen, och doktorerade 1951 på den nederländske teologen Hermann Friedrich Kohlbrügges begrepp "kyrka" och "teologi". 
Hon var gift med den systematiska teologen Jürgen Moltmann.

## Utmärkelser
- 1991 Johanna-Loewenherz-Ehrenpreis
- 1997 Herbert Haag-priset